# Hinton (Stroud)
Pour les articles homonymes, voir Hinton.
Hinton est une paroisse civile et un village du Gloucestershire, en Angleterre.